# Dendrobium leporinum
Dendrobium leporinum är en orkidéart som beskrevs av Johannes Jacobus Smith. Dendrobium leporinum ingår i släktet Dendrobium, och familjen orkidéer. Inga underarter finns listade i Catalogue of Life.